# 彭超 (前秦)
彭超（？—379年），五胡十六国時代前秦将领，安定郡人，哥哥是彭越。他作为前秦将领攻打淮南，但被东晋击败。
其兄彭越在前秦历任刺史。彭超在前秦任职，被任命为广武将军、兖州刺史，被封为关内侯。《水经注》记载鄄城县故城在河水之南，王莽时叫鄄良。城南有曹魏使持節、征西将軍、太尉、方城侯鄧艾之廟，376年（前秦建元十二年）广武将軍、兗州刺史、关内侯安定彭超为他立廟。
378年七月，兖州刺史彭超遣使报告苻坚：“晋朝沛郡太守戴逯率兵数千守彭城，臣率领精兵五万进攻。再派多将攻淮南城池，为征南战争造势，东西並進，便可平定丹阳（东晋建都建康）。”苻坚同意了，任命彭超为都督東討諸軍事，命他攻打彭城，命令都督東討諸軍事後将軍俱难、右禁将軍毛盛、洛州刺史邵保率领步骑兵七万攻打淮陽、盱眙。
八月，彭超包围彭城，东晋右将军毛穆之率领五万大军守卫姑孰，对抗前秦军队。
379年二月，东晋兗州刺史謝玄率兵一万余人救援彭城，进军泗口（当时淮水与泗水交汇处，今淮安市淮阴区码头镇附近）。謝玄没有办法通知彭城戴逯援军已经到来。部曲田泓表示要潜水进入彭城，謝玄派他前往，田泓被前秦军俘虏。前秦軍收买他，让他告知城中，援军已经溃败。田泓假意答应。然后到了城边，对城中说：“南军快到了，我一个人来送信，却被贼俘虏了，你们好好坚守吧！”前秦軍于是殺了他。
彭超已将輜重置于留城，谢玄便派后军将领何谦、将军高衡攻打留城。彭超闻言，解除了彭城之围，撤军保护輜重。戴逯趁机带着部下从彭城逃出，进入谢玄营中，彭超终于占领了彭城，并派兗州治中徐褒镇守，他自己率军南進盱眙。俱难攻取淮阴，令邵保驻守，与彭超会师。
四月，毛当、王显率两万兵从襄阳来增援，与彭超合兵，攻入淮南。
五月，彭超率部攻克盱眙，擒获建威将軍、高密内史毛璪之。前秦军继续南征，以六万兵围攻幽州刺史田洛所守的三阿。由于三阿距广陵仅百里，东晋朝廷大惊，在江边设防，并派征虜将軍謝石率领水军驻守塗中。
兖州刺史謝玄从广陵率兵三万救援三阿，进军白马塘。彭超等人派都顔率领骑兵迎击谢玄，都顔在塘西战败阵亡。谢玄进军三阿，彭超、俱难出击，战败，退至盱眙固守。
六月，谢玄进军石梁，让田洛率兵五万攻打盱眙。彭超、俱难再败，率军退至淮阴。谢玄派何谦、督護諸葛侃率领水军逆流而上，夜间就烧毁了淮水上的淮桥，攻打俱难。彭超等又败，邵保战死，前秦退至淮北。谢玄与何谦、戴逯、田洛追击，彭超等人被追至君川，再次惨败。彭超、俱难向北逃走，勉强逃脱。俱难将这次失败的全部责任归咎于彭超，并惩罚了他的司馬柳渾。
七月，苻坚听说兵败，勃然大怒，派檻車送彭超下廷尉狱。彭超因此羞愧而自杀。